# Kazna Božija
Kazna Božija dvanaesti je album Lepe Brene, odnosno drugi u solo karijeri. Izdala ga je izdavačka kuća ZAM 22. prosinca 1994. godine.

## Popis pjesama
| Br. | Skladba                   | Trajanje |
| --- | ------------------------- | -------- |
| 1.  | »Kazna božija«            | 3:11     |
| 2.  | »Muškarci«                | 3:25     |
| 3.  | »Izdajice«                | 3:31     |
| 4.  | »Šta bi bilo moje«        | 3:19     |
| 5.  | »Ona ili ja«              | 3:04     |
| 6.  | »E moj Miko«              | 3:21     |
| 7.  | »Kolo, kolo«              | 3:24     |
| 8.  | »Nekoj drugoj decu pravi« | 3:13     |
| 9.  | »Suze kraljice«           | 3:23     |
| 10. | »Šta će mi život«         | 3:20     |

Pjesma br. 2 izvedena je s Vesnom Zmijanac i Mirom Škorić.
Pjesma br. 10 obrada je pjesme Silvane Armenulić.

## Izdanja
| Regija         | Datum              | Format(i)  | Izdavač | Ref.  |
| -------------- | ------------------ | ---------- | ------- | ----- |
| SR Jugoslavija | 22. prosinca 1994. | Kaseta, CD | ZAM     | [ 1 ] |